# Yoshino Nanjō
Yoshino Nanjō (jap. 南條 愛乃 Nanjō Yoshino; ur. 12 lipca 1984 w prefekturze Shizuoka) – japońska piosenkarka, aktorka i seiyū, związana z agencją VoiceKit. W latach 2009–2022 była związana z zespołem fripSide, którego była wokalistką.
Yoshino Nanjō znana jest również pod pseudonimem Nanjolno.

## Życiorys
Karierę zawodową rozpoczęła w 2006 roku, jako aktorka głosowa (seiyū), natomiast pierwszą rolę zagrała w serialu anime Soul Link, w którym podkładała głos Ayi Sugimoto. Trzy lata później zadebiutowała w zespole fripSide, zastępując wokalistkę nao i w tym samym roku ukazał się pierwszy singiel po debiucie nowej wokalistki zespołu, zatytułowany only my railgun, który zajął 3. miejsce w rankingu Oricon w okresie 2–8 listopada 2009 i w listopadzie 2010 osiągnął status złotej płyty przyznawanej przez Recording Industry Association of Japan.
W 2010 roku zagrała rolę w anime Love Live!, podkładając głos Eli Ayase, członkini fikcyjnego zespołu μ's oraz sub-zespołu BiBi. W 2012 roku rozpoczęła solową karierę muzyczną i 12 grudnia tego samego roku w sprzedaży ukazał się minialbum zatytułowany Katarumoa, wydany nakładem wytwórni NBCUniversal Entertainment Japan. Niecały rok później, 27 listopada 2013 został wydany pierwszy singiel zatytułowany Kimi ga emu yūgure, którego utwór został wykorzystany w pierwszym endingu anime Tokyo Ravens, zaś 22 lipca 2015 – pierwszy album – Tōkyō 1/3650.
W 2015 roku, wspólnie z pozostałymi aktorkami głosowymi, które podkładały głos w serialu anime Love Live! otrzymała nagrodę Seiyū Awards w kategorii najlepszy występ muzyczny, zaś w 2019 roku – nagrodę indywidualną w kategorii najlepsza influencerka.
31 października 2021 podczas fripSide Announcement Special zapowiedziała odejście z zespołu fripSide, które miało miejsce 24 kwietnia 2022 po zakończeniu trasy koncertowej „fripSide Phase 2 FINAL ARENA TOUR”.

## Filmografia

### Seriale anime
2006
- Soul Link – Aya Sugimoto
- Tsuyokiss Cool×Sweet – Honoka Konoe
- Hanoka – Mika Kisaragi

2007
- Da Capo II – Koko Tsukishima

2008
- Da Capo II Second Season – Koko Tsukishima

2009
- Weiß Survive – Cal
- CANAAN – Maria Oosawa
- Modern Magic Made Simple – Student (odcinek 2)
- Toaru kagaku no Railgun – Maaya Awatsuki
- Weiß Survive R – Cal
- Katekyō Hitman Reborn! – Yuni

2010
- Baka to Test to Shokanju – Aiko Kudō
- Tantei Opera Milky Holmes – Kokoro Akechi

2011
- Cardfight!! Vanguard – Rekka Tatsunagi
- Hourou Musuko – Kanako Sasa
- Hanasaku Iroha – Namiko Igarashi
- Hoshizora e Kakaru Hashi – młody Hajime Nakatsugawa
- The Qwaser of Stigmata II – Tsubasa Amano
- Morita-san wa Mukuchi – Hana Matsuzaka
- Baka to Test to Shokanju Ni – Aiko Kudō
- Nekogami Yaoyorozu – Haruka, Kyōko Daimonji
- Maken-ki! – Otohime Yamato

2012
- Recorder and Randsell – Tetsuya
- Tantei Opera Milky Holmes Dai-Ni-Maku – Kokoro Akechi
- Bodacious Space Pirates – Yayoi Yoshitomi
- Another – Sayuri Kakinuma
- Recorder and Randsell Re – Tetsuya
- Shirokuma Cafe – Nursery School Teacher (odcinek 17)
- Cardfight!! Vanguard: Asia Circuit Hen – Rekka Tatsunagi
- Tari Tari – Akiko Okuto
- Upotte!! – 88(SR-88A)
- Joshiraku – Gankyō Kūrubiyūtei
- Robotics;Notes – Akiho Senomiya

2013
- D.C.III: Da Capo III – Edward Watson
- Cardfight!! Vanguard: Link Joker Hen – Rekka Tatsunagi
- Minami-ke Tadaima – Miyuki
- Love Live! School Idol Project(inne języki) – Eli Ayase[10]
- Toaru kagaku no Railgun S – Maaya Awatsuki
- Recorder and Randsell Mi – Tetsuya
- Senki Zesshō Symphogear G – Shirabe Tsukuyomi[19]
- Futari wa Milky Holmes – Kokoro Akechi

2014
- Toaru hikūshi e no koiuta – Nanako Hanasaki
- Cardfight!! Vanguard: Legion Mate Hen – Rekka Tatsunagi
- Riddle Story of Devil – Nio Hashiri
- Love Live! School Idol Project(inne języki) – Eli Ayase
- Magica Wars – Matsuri Sengen
- PriPara – Nao Ehime, Nanami Shirai, Nene Toduka

2015
- Classroom Crisis – Subaru Yamaki
- Senki Zesshō Symphogear GX – Shirabe Tsukuyomi
- Tantei Kageki Milky Holmes TD – Kokoro Akechi
- Panpaka Pants – Panpaka

2016
- And you thought there is never a girl online? – Yui Saitō / Nekohime
- Schwarzesmarken – Lise Hohenstein
- Tama and Friends: Uchi no Tama Shirimasen ka? – Momo
- Quiz Tokiko-san – Tokiko

2017
- Clockwork Planet – Naoto Miura[20]
- Battle Girl High School – Renge Serizawa[21]
- Atom: The Beginning – Maria
- Senki Zesshō Symphogear AXZ – Shirabe Tsukuyomi
- Berserk – Sonia[22]
- Neko no Robu – Robu
- Makeruna!!Aku no Gundan! – Narrator (odcinek 8)

2018
- Saredo Tsumibito wa Ryū to Odoru: Dances with the Dragons – Curaso Opt Koga[23]
- Killing Bites – Seira Son
- Rilu Rilu Fairilu – Gardenia
- Hakyuu Houshin Engi – Ko Kibi
- Isekai Izakaya „Nobu” – Hildegard
- Karakuri Circus – Liang Ming-Xia[24]

2019
- My Roommate Is a Cat – Haru Akimoto
- King of Prism: Shiny Seven Stars – Tsubasa Takahashi
- Senki Zesshō Symphogear XV – Shirabe Tsukuyomi

2020
- Yatogame-chan Kansatsu Nikki 2 Satsume – Lala
- Hatena Illusion – Maeve Hoshisato[25]
- Toaru kagaku no Railgun T – Maaya Awatsuki
- Lapis Re:Lights – Chloe[26]
- King’s Raid: Heirs of the Will – Lupine[27]

2021
- The Fruit of Evolution – Karen Kannazuki

### Filmy animowane
2013
- A Certain Magical Index: The Movie – The Miracle of Endymion – Maaya Awatsuki

2014
- Cardfight!! Vanguard: The Movie – Rekka Tatsunagi
- Panpaka Pants The Movie: Treasure of the Bananan Kingdom – Panpaka

2015
- Love Live! The School Idol Movie(inne języki) – Eli Ayase

2016
- PriPara Minna no Akogare Let's Go PriPari – Nao Ehime, Nanami Shirai
- Tantei Opera Milky Holmes Movie: Milky Holmes' Counterattack – Kokoro Akechi

2017
- Trinity Seven: Eternity Library & Alchemic Girl – Master Akarsha
- Gekijōban PriPara: Mi~nna de Kagayake! Kirarin☆Star Live – Nao Ehime

2019
- Grisaia: Phantom Trigger the Animation – Maki
- King of Prism: Shiny Seven Stars – Tsubasa Takahashi

### OVA/ONA
- Ah! My Goddess: Itsumo Futari De – Eiru, Saaga
- Baby Princess 3D Paradise 0 [Love] – Sakura
- Morita-san wa Mukuchi – Hana Matsuzaka
- Penguin Girl – Nene Kurio
- Toaru majutsu no Index – Maaya Awatsuki
- Love Live! School Idol Project(inne języki) – Eli Ayase

### Gry komputerowe
2006
- Ar tonelico: Melody of Elemia – Krusche Elendia, Tastiella de Lu
- Soul Link EXTENSION – Aya Sugimoto

2007
- The Bincho-tan Shiawase-goyomi – Additional Voice

2009
- Little Anchor – Chloe Anderson
- Canvas 3: Tanshoku no Pastel – Renka Yamabuki

2010
- Ar tonelico Qoga: Knell of Ar Ciel – Krusche Elendia
- fortissimo//Akkord:Bsusvier – Sakura
- Tales of Graces f – Little Queen
- Detective Opera Milky Holmes – Kokoro Akechi

2011
- Otome wa Boku ni Koishiteru ~ Futari no Elder – Awayuki Reizei

2012
- Soulcalibur V – Leixia
- Da Capo III – Koko Tsukishima
- Robotics;Notes – Akiho Senomiya

2013
- The Guided Fate Paradox – Lanael Shiratori (Credited – „Eli Ayase”)
- Love Live! School Idol Festival(inne języki) – Eli Ayase

2014
- Aiyoku no Eustia – Eustia Astraea
- Hyperdevotion Noire: Goddess Black Heart – Ryūka
- Love Live! School Idol Project(inne języki) – Eli Ayase
- Magica Wars – Matsuri Sengen

2015
- Battle Girl High School – Renge Serizawa
- Tokyo Mirage Sessions ♯FE – Kiria Kurono[28]
- Final Fantasy XIV: Heavensward – Krile Mayer Baldesion
- Stella Glow – Lisette

2017
- Final Fantasy XIV: Stormblood – Krile Mayer Baldesion, Suzaku
- Senki Zesshou Symphogear XD Unlimited – Shirabe Tsukuyomi

2018
- Final Fantasy Brave Exvius – Citra
- Madoka Magica Gaiden: Magia Record – Suzune Amano

2019
- Robotics;Notes DaSH – Akiho Senomiya
- Valiant Force – Theia Alexander
- Final Fantasy XIV: Shadowbringers – Lyna
- Granblue Fantasy – Eli Ayase
- Love Live! School Idol Festival All Stars – Eli Ayase

2020
- Tokyo Mirage Sessions#FE ENCORE – Kiria Kurono
- Trials of Mana – Isabella / Belladonna
- Fire Emblem Heroes – Kiria Kurono

### Filmy live action
- Brave Father Online: Our Story of Final Fantasy XIV (2019)

## Dyskografia

### Single
| Rok  | Tytuł                                                                        | Najwyższa pozycja w rankingu Oricon |
| ---- | ---------------------------------------------------------------------------- | ----------------------------------- |
| 2013 | Kimi ga emu yūgure (jap. 君が笑む夕暮れ)                                     | 33.                                 |
| 2014 | Anata no aishita sekai (jap. あなたの愛した世界)                             | 17.                                 |
| 2015 | Tasogare no Starlight (jap. 黄昏のスタアライト Tasogare no Sutaaraito)       | 18.                                 |
| 2015 | Kimi wo sagashi ni (jap. 君を探しに)                                         | 14.                                 |
| 2016 | Zero ichi kiseki (jap. ゼロイチキセキ)                                       | 10.                                 |
| 2017 | Hikari no hajimari (jap. 光のはじまり)                                       | 8.                                  |
| 2017 | Issai wa monogatari (jap. 一切は物語) (gościnnie z Nagi Yanagi)              | 7.                                  |
| 2019 | Kimi no tonari watashi no basho (jap. 君のとなりわたしの場所)                | 13.                                 |
| 2019 | Sayōnara no wakusei (jap. サヨウナラの惑星)                                  | 14.                                 |
| 2020 | Yabu no naka no Synthesis (jap. 藪の中のジンテーゼ Yabu no naka no Shintēze) | 10.                                 |
| 2020 | Ruiru ruru mama (jap. 涙流るるまま)                                          | 23.                                 |
| 2021 | EVOLUTiON:                                                                   | 20.                                 |
| 2022 | Hitori to kimi to (jap. ヒトリとキミと)                                      | 24.                                 |

### Albumy
| Rok  | Tytuł                          | Najwyższa pozycja w rankingu Oricon |
| ---- | ------------------------------ | ----------------------------------- |
| 2015 | Tōkyō 1/3650 (jap. 東京1/3650) | 5.                                  |
| 2016 | N no Hako (jap. Nのハコ)       | 4.                                  |
| 2017 | San Trois (jap. サントロワ∴)   | 6.                                  |
| 2019 | LIVE A LIFE                    | 9.                                  |
| 2020 | Acoustic for you.              | 8.                                  |
| 2021 | A Tiny Winter Story            | 20.                                 |

### Minialbumy
| Rok  | Tytuł                       | Najwyższa pozycja w rankingu Oricon |
| ---- | --------------------------- | ----------------------------------- |
| 2012 | Katarumoa (jap. カタルモア) | 83.                                 |

### Pozostałe albumy
| Rok  | Tytuł                                                         | Najwyższa pozycja w rankingu Oricon |
| ---- | ------------------------------------------------------------- | ----------------------------------- |
| 2018 | Nanjo Yoshino Best Album: THE MEMORIES APARTMENT – Original – | 11.                                 |
| 2018 | Nanjo Yoshino Best Album: THE MEMORIES APARTMENT – Anime –    | 12.                                 |